# Laktoza Łyszkowice
GLKS Laktoza Łyszkowice – polski klub piłkarski (w tym piłki nożnej plażowej) występujący na trawie w skierniewickiej klasie okręgowej.

## Historia
Gminny Ludowy Klub Sportowy Laktoza został założony w 1955 roku, jako LZS Łyszkowice. Założycielami klubu byli: Henryk Kocemba, Józef Zawadzki i Jan Dębski. Opiekę nad LZS-em objęła Gminna Spółdzielnia „Samopomoc Chłopska” w Łyszkowicach, która finansowała klub w ramach działalności i zakupu sprzętu sportowego. Niewystarczające fundusze przeznaczane przez ową Spółdzielnię na działalność spowodowały, że zarząd LZS-u podjął decyzję o przejściu pod patronat Zakładu Wytwórczego Laktoza z jednoczesnym przyjęciem nazwy LZS Laktoza. Wybrano nowe władze z prezesem Stanisławem Osówniakiem i skarbnikiem Janem Pawełkowiczem.

## Piłka nożna plażowa
Drużyna z Łyszkowic prowadzi juniorską sekcję piłki plażowej, która występuje od 2012 roku na Młodzieżowych Mistrzostwach Polski. Pomimo pierwszych trzech złych występów, w 2015 roku drużyna zdobyła Młodzieżowe Mistrzostwo Polski. Laktoza jednorazowo wystąpiła w zreorganizowanej I lidze odpadając po dwóch meczach.

### Osiągnięcia
- Młodzieżowe Mistrzostwa Polski 2015 - 1. miejsce[2]
- I liga 2012 - 10. miejsce
- Mistrzostwa Polski - faza grupowa[3]

### Skład zMłodzieżowych Mistrzostw Polski 2015
| Nr | Poz. | Piłkarz          |
| -- | ---- | ---------------- |
| 1  | BR   | Filip Ziółkowski |
|    |      | Mateusz Borowski |
|    |      | Damian Gościński |
|    |      | Damian Janiak    |
|    |      | Karol Kruk       |

| Nr | Poz. | Piłkarz             |
| -- | ---- | ------------------- |
|    |      | Adrian Siatkowski   |
|    |      | Bartosz Skowronek   |
|    |      | Sebastian Sobieszek |
|    |      | Michał Świdrowski   |
| 12 | BR   | Patryk Orzeł        |

### Reprezentanci Polski
| Lata | Zawodnik   |
| ---- | ---------- |
| 2015 | Karol Kruk |